# George A. Waggaman

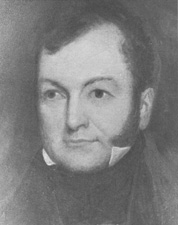
George A. Waggaman

George Augustus Waggaman (* 1782 im Caroline County, Maryland; † 31. März 1843 in New Orleans) war ein US-amerikanischer Politiker (National Republican Party), der den Bundesstaat Louisiana im US-Senat vertrat.
Nachdem er seine Schulausbildung von Privatlehrern erhalten hatte, studierte George Waggaman die Rechtswissenschaften und wurde 1811 in die Anwaltskammer des Caroline County aufgenommen. Danach kämpfte er als Soldat im Britisch-Amerikanischen Krieg und nahm unter dem Kommando von General Andrew Jackson, dem späteren US-Präsidenten, an der Schlacht von New Orleans teil. Danach blieb er in Louisiana, ließ sich in Baton Rouge nieder und praktizierte dort ab 1813 als Jurist.
Im selben Jahr wurde Waggaman Attorney General des dritten Gerichtsbezirks von Louisiana; ab 1818 fungierte er als Richter für den dritten Gerichtskreis des Staates. Im Jahr darauf wurde er als beisitzender Richter an das Strafgericht von New Orleans berufen. Während dieser Zeit beschäftigte er sich privat mit dem Anbau von Zuckerrohr.
Sein erstes politisches Amt übernahm er 1830 als Secretary of State von Louisiana. Am 15. November 1831 wurde Waggaman dann zum Nachfolger des zurückgetretenen US-Senators Edward Livingston ernannt. Er beendete dessen noch bis zum 3. März 1835 laufende Amtszeit und schied dann wieder aus dem Kongress aus, um seine Tätigkeit als Pflanzer und Anwalt in New Orleans fortzusetzen. Am 31. März 1843 erlitt er bei einem Duell tödliche Schussverletzungen.